# Och himlens vida väv
Och himlens vida väv är den sist skrivna boken i serien Sagan om klanen Otori. Bokserien är skriven av Gillian Rubinstein under sin pseudonym Lian Hearn, och Och himlens vida väv utgavs på svenska av Bonnier Carlsen år 2007. Boken utspelar sig före de övriga böckerna i serien: Över näktergalens golv, På kudde av gräs, Under lysande måne och Vid hägerns skarpa skri, och är således en prequel till Över näktergalens golv.